# برگ‌نمدی

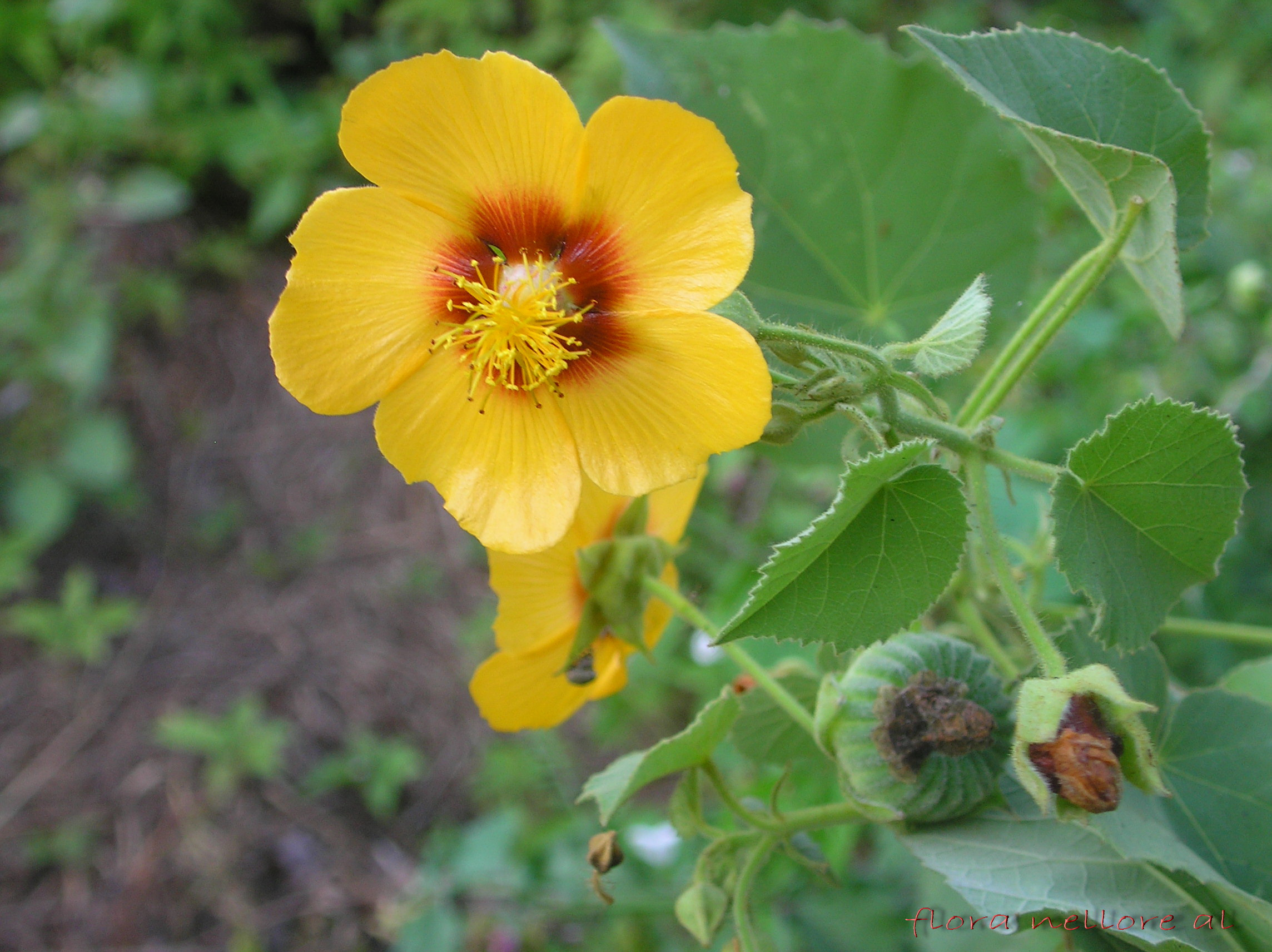
برگ نمدی

برگ نمدی (نام علمی: Abutilon hirtum) نام یک گونه از برگ نمدی است.

## انواع ابوتیلون

### ابوتیلون استراتوم
معروفترین ابوتیلون است و بر خلاف نمونه های دیگر، برگهایش کرک ندارند. خیلی سریع رشد می کند و اندازه اش به 1/5 متر یا بیشتر می رسد. گل های آن نارنجی یا قرمز است.

### ابوتیلون مگاپوتامیکوم
رونده و مناسب کاشت در سبد های آویزان است. برگهایی نیزه ای شکل دارد و شکوفه های آن شبیه فانوس است. به همین دلیل نام عمومی آن "فانوس چینی رونده" است. 

### ابوتیلون هیبریدوم (دو رگ)
درختچه ای است که تا 1/5 متر ارتفاع پیدا می کند، برگهایش 7/5 سانت و گل زنگوله مانند آن 5 سانتی متر درازا دارد.